# Sovhozne, Simferopol
Sovhozne (în ucraineană Совхозне) este un sat în comuna Ukromne din raionul Simferopol, Republica Autonomă Crimeea, Ucraina.

## Demografie
Componența lingvistică a localității Sovhozne
     Rusă (87,87%)
     Tătară crimeeană (10,16%)
     Ucraineană (1,64%)
Conform recensământului din 2001, majoritatea populației localității Sovhozne era vorbitoare de rusă (87,87%), existând în minoritate și vorbitori de tătară crimeeană (10,16%) și ucraineană (1,64%).